# Marietta (Ohio)
Marietta è una località degli Stati Uniti d'America, capoluogo della contea di Washington, nello Stato dell'Ohio.